# Futebolista sul-americano do ano 2022
O prêmio de Futebolista sul-americano do ano de 2022, chamado de Rei da América, foi organizado pelo jornal uruguaio El País. O brasileiro Pedro, do Flamengo, foi eleito vencedor com 68 votos, 4 a mais que seu companheiro de equipe De Arrascaeta. A definição ocorreu pela votação de 218 jornalistas especializados .

## Os três finalistas
| Posição | Jogador        | Nacionalidade | Clube       | Percentual dos votos |
| ------- | -------------- | ------------- | ----------- | -------------------- |
| 1°      | Pedro          | Brasil        | Flamengo    | 31%                  |
| 2°      | De Arrascaeta  | Uruguai       | Flamengo    | 29%                  |
| 3°      | Julián Álvarez | Argentina     | River Plate | 15%                  |

## Seleção do ano[3]
| Setor      | Jogador           | Nacionalidade | Clube                   |
| Goleiro    | Weverton          | Brasil        | Palmeiras               |
| Defesa     | Gustavo Gómez     | Paraguai      | Palmeiras               |
| Defesa     | David Luiz        | Brasil        | Flamengo                |
| Defesa     | Thiago Heleno     | Brasil        | Athletico Paranaense    |
| Meio-campo | Éverton Ribeiro   | Brasil        | Flamengo                |
| Meio-campo | Lorenzo Faravelli | Argentina     | Independiente del Valle |
| Meio-campo | Gustavo Scarpa    | Brasil        | Palmeiras               |
| Meio-campo | De Arrascaeta     | Uruguai       | Flamengo                |
| Ataque     | Gabriel Barbosa   | Brasil        | Flamengo                |
| Ataque     | Pedro             | Brasil        | Flamengo                |
| Ataque     | Julián Álvarez    | Argentina     | River Plate             |

## Treinador do ano[4]
| Posição | Treinador      | Nacionalidade | Time              | Percentual dos votos |
| ------- | -------------- | ------------- | ----------------- | -------------------- |
| 1°      | Lionel Scaloni | Argentina     | Seleção Argentina | 49%                  |
| 2°      | Abel Ferreira  | Portugal      | Palmeiras         | 16%                  |
| 3°      | Dorival Júnior | Brasil        | Flamengo          | 13%                  |